# Залесье (Добрушский район)
Залесье (бел. Залессе) — посёлок в Рассветовском сельсовете Добрушского района Гомельской области Республики Беларусь.

## География
В 2 км на север от Добруша и железнодорожной станции в этом городе, в 30 км от Гомеля.

## Транспортная система
Рядом автодорога Демьянки — Добруш. В посёлке 113 жилых домов (2004 год). Планировка состоит из прямолинейной улицы с почти широтной ориентацией. Застройка деревянными домами.

## История
Посёлок основан в конце XIX века переселенцами с соседних деревень. В 1926 году в Черетянском сельсовете Носовичского района Гомельского округа, работало почтовое отделение. В 1930 году жители посёлка вступили в колхоз.
Во время Великой Отечественной войны с августа 1941 года по 2 октября 1943 года находился в оккупации.
В 1972 году в посёлок переселилась часть жителей посёлка Селезнёвка, который в настоящее время не существует. В составе совхоза «Добрушский» с центром в деревне Рассвет. Размещался детский сад.

## Население

### Численность
- 2004 год — 113 дворов, 330 жителей

### Динамика
- 1926 год — 29 дворов, 161 житель
- 2004 год — 113 дворов, 330 жителей